# Mesón de Paredes

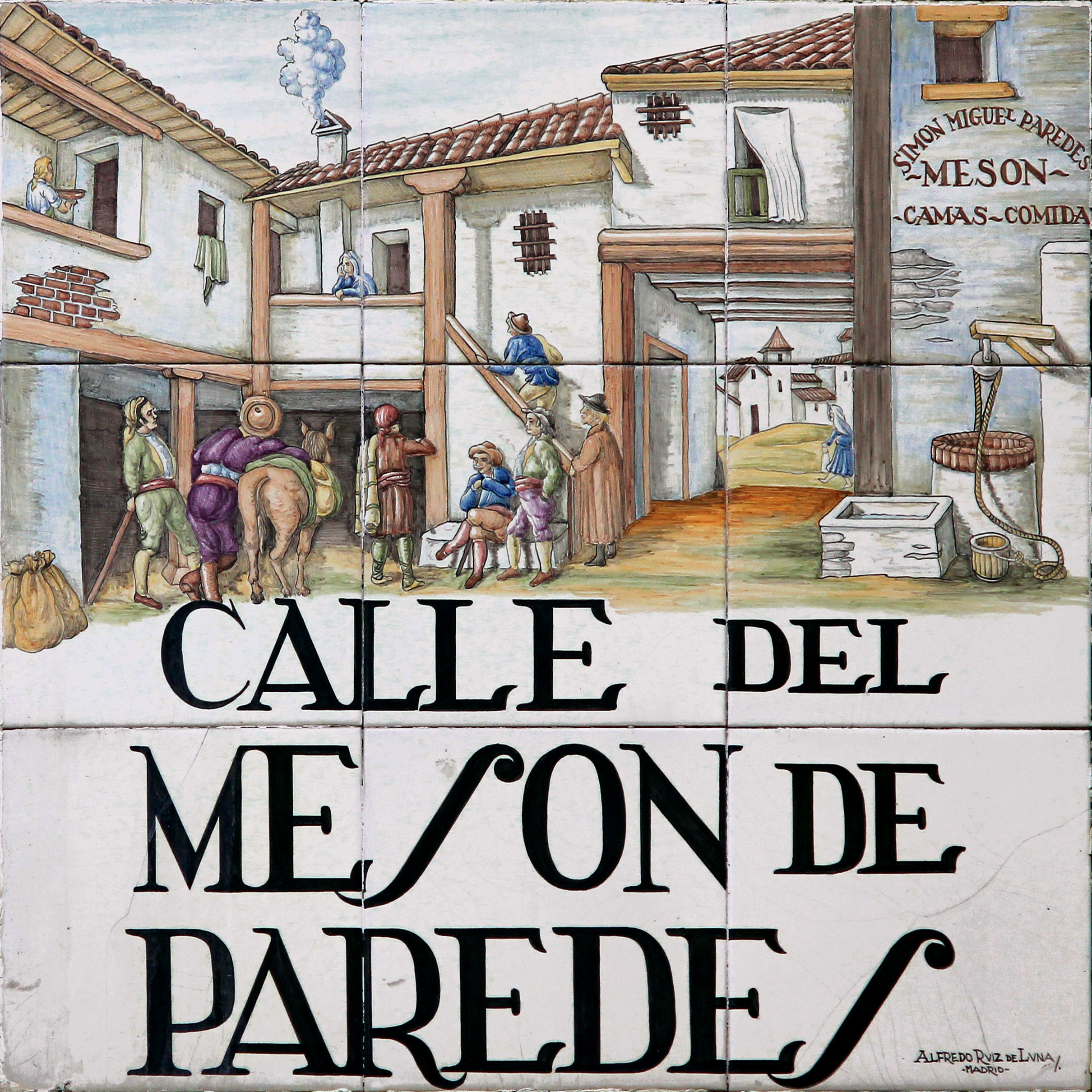
Recreación del antiguo mesón regentado por Simón Miguel Paredes, en el callejero de azulejos de Alfredo Ruiz de Luna González.

El Mesón de Paredes fue una antigua posada del barrio de Lavapiés de Madrid, que acabó dando nombre a la calle del Mesón de Paredes; así aparece en el plano de Espinosa (1769) el tramo de la calle que llegaba desde la plaza del Progreso hasta el convento de monjas de Santa Catalina, tramo que antes se llamó simplemente calle del Mesón (plano de Texeira de 1656). Algunos autores proponen que no era un mesón, sino varios, todos en la misma calle, en la que aun se conserva la castiza y pintoresca taberna de Antonio Sánchez.

## Origen del nombre
Una de las teorías explica que el mesón era propiedad de José María Pérez, de origen manchego, y que el local se llamó inicialmente "Mesón de la Fama". Siendo hombre muy celoso y teniendo una bella esposa, se cuenta que el tal Pérez no cejaba en buscar huellas de infidelidad en todas partes, para lo que hacía orificios en las paredes por los que espiaba los posibles pecados de su mujer. Más verosímil parece la tesis de que deba su nombre a un tal Miguel Simón Paredes, propietario del negocio, y uno de cuyos descendientes, Juan Paredes, fue guarda del rey D. Juan II.